# 教会税
教会税（きょうかいぜい、ドイツ語: Kirchensteuer, デンマーク語: Kirkeskat, 英語: Church tax, or ecclesiastical Taxation）は、公に認められた法人たるキリスト教の教会が、国家の承認により、教会の経費を賄うために教会員に対して一律に課する税金。

## 教会税制度のある国
現代においては、アイスランド、オーストリア、スイス、スウェーデン、デンマーク、ドイツ、フィンランドなどの諸国がこうした制度を保持している。

## ドイツ
ドイツにおいては、18・19世紀に教会財産が世俗権力に没収されたり、領主の教会に対する関係が消滅したりしたことで、教会財産ないし領主に頼って維持されてきた教会は、存続のための新たな方策を模索した。カトリック教会はコンコルダートにより、ドイツ福音主義教会(EKD) は国の強制力と共同し、教会員たる住民全てに税を課すこととなった。ドイツでは、カトリック教会、福音主義、復古カトリック教会信徒、ユダヤ教徒であると登録したドイツ市民は、所得税の8％から9％にあたる教会税を課されている。
2008年12月に、ドイツキリスト教民主同盟と自由民主党の議員らが、「クリスマスイブのミサは教会税を納めている人のみに参列を認めるべき」と発言して論議を呼んだ。背景には教会税を避けるために、教会を離脱したと税務事務所に申告する者が相次いでいる問題がある。
2012年9月20日にローマ教皇庁の承認の下、ドイツ・カトリック司教協議会は、教会税を納入しない信徒は秘跡を受けられず、教会の諸活動に参加出来ない、という指令・司牧書簡を発表した。ドイツのカトリック教会において、教会税収入は50億ユーロ（約5200億円）にのぼる。
なお、プロテスタント（ルター派）であるが教会税制度を利用せず、その信徒も教会税を納めることも無いバーデン福音ルター派教会のような例外もある。

## 関連文献
- 村上伸 『西ドイツ教会事情 古くて新しい教会』 新教出版社、1984年